# Damir Redzic
Damir Redzic, né le 23 mars 2003 à Pécs, est un footballeur hongrois qui évolue au poste d'avant-centre au Ferencváros TC.

## Biographie
Damir Redzicé est né à Pécs d'un père bosniaque et d'une mère hongroise. Il commence à jouer au foot au Harkány SE, avant de déménager au Kozármisleny FC à l'âge de 8 ans. Il rejoint 2 ans plus tard l'académie du Pécsi Mecsek FC, club de sa ville natale avec lequel le centre de formation de son club précédent vient de fusionner,.

### Carrière en club
En 2017 — alors qu'il attirait déjà l'attention de club étrangers, à l'image du Dinamo Zagreb ou le Partizan Belgrade — il rejoint le Ferencvaros TC,, où il s'illustre d'abord avec l'équipe reserve en troisième division (en) avant d'intégrer l'équipe première en 2020-21,.
Redzic fait ses débuts avec le Ferencvaros le 23 janvier 2021, lors d'un match contre le Puskás Akadémia FC en Nemzeti Bajnokság I. Aux côtés des Dominik Csontos, Szabolcs Mergl ou Olivér Nagy (en), il fait alors partie d'une jeunesse qui frappe aux portes de l'équipe de Serhiy Rebrov, Redzic signe ainsi  son premier contrat professionnel dans la foulée de ses premiers pas en championnat.
Il prend ainsi part à la campagne victorieuse du Ferencvaros en championnat, où le club de Budapest remporte son troisième titre d'affilée,.

### Carrière en sélection
Damir Redzic est international hongrois avec l'équipe des moins de 18 ans, connaissant sa première sélection lors d'une victoire 2-1 contre la Roumanie le 18 mars 2021.

## Palmarès
| Ferencváros TC - Championnat de Hongrie (1) : - Champion en 2020-21. |